# Paullinia enneaphylla
Paullinia enneaphylla är en kinesträdsväxtart som först beskrevs av Ruiz & Pav., och fick sitt nu gällande namn av George Don. Paullinia enneaphylla ingår i släktet Paullinia och familjen kinesträdsväxter. Inga underarter finns listade i Catalogue of Life.